# Stephen J. Dubner

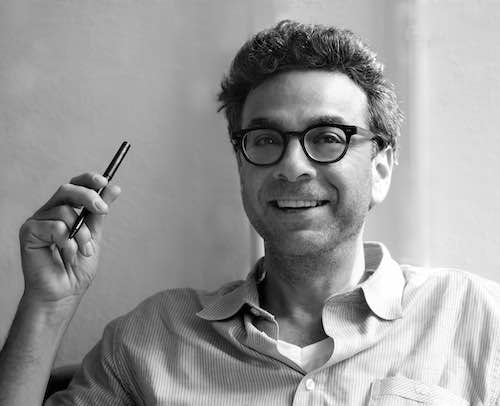
Stephen J. Dubner

Stephen J. Dubner (26 augustus 1963) is een Amerikaanse journalist (onder andere voor The New York Times, The New Yorker en TIME) die vijf boeken en tal van artikelen heeft geschreven. Dubner is met name bekend als co-auteur (samen met Steven Levitt) van de populair-economische boeken Freakonomics (2005) en SuperFreakonomics (2009). Hij presenteert daarnaast Freakonomics Radio en hij had een rol in Freakonomics: The Movie (2010). Ook zijn eerste boek, Choosing My Religion (2006, maar eerder in 1998 onder de titel Turbulent Souls: A Catholic Son’s Return to His Jewish Family), wordt verfilmd. Dubner schreef voorts Confessions of a Hero-Worshiper (2003) en het kinderboek The Boy With Two Belly Buttons (2007).